# Małomice (Lubin)
Małomice (do 1945 niem. Mallmitz) – osiedle mieszkaniowe w Lubinie, położone w jego północno-wschodniej części. Dawna wieś włączona w granice administracyjne miasta w 1973 roku.   

## Położenie
Małomice są najdalej wysuniętym na północ osiedlem Lubina. Od południa sąsiadują z osiedlem im. Stanisława Staszica, oddziela je ul. Zielonogórska (północna obwodnica Lubina). Osiedle otoczone jest rodzinnymi ogrodami działkowymi (ROD) na wschodzie, rozległymi polami na zachodzie i lasem na południu. Osiedle leży w obrębie ewidencyjnym nr 2.

## Historia
Przed II wojną światową miejscowość znajdowała się w granicach III Rzeszy i nosiła nazwę Mallmitz. Z racji bliskości do Lubina, wieś była częstym miejscem wypoczynku, niedzielnych wycieczek i potańcówek jego mieszkańców. W miejscu w którym obecnie znajduje się boisko piłkarskie, mieścił się wtedy cmentarz ewangelicki. Upamiętniają go dwa ogrodzone nagrobki będące jedyną pozostałością po tym miejscu. W miejscowości znajdowały się sklep, szkoła i gospoda, obecnie domy prywatne usytuowane przy ul. Małomickiej 17 i 21.
Po II wojnie światowej miejscowość znalazła się w granicach Polski. W latach 1946–1973 należała do województwa wrocławskiego, w latach 1975–1998 już jako część Lubina do województwa legnickiego, a od 1999 należy do województwa dolnośląskiego. Przed włączeniem do miasta, w latach 1945–1954 Małomice wchodziły w skład gminy Księginice, w latach 1954–1968 gromady Księginice, w 1968–1972 należały do gromady Lubin.
W 1966 roku otwarto Zalew Małomicki, który przez lata był atrakcją dla mieszkańców Lubina. Przy zbiorniku wodnym znajdował się kompleks basenów dla osób w każdym wieku oraz restauracja i dyskoteka Parkowa. Miejsce to funkcjonowało do lat 90. Obecnie po zalewie pozostał zarośnięty roślinnością rozległy teren, a w pobliżu opuszczone ruiny restauracji i basenu. Przed wyborami samorządowymi w 2024, ubiegający się o reelekcje prezydent Lubina Robert Raczyński zapowiedział plany odtworzenia Zalewu Małomickiego.
W czasach PRL na wschodzie Małomic mieściło się Państwowe Gospodarstwo Ogrodnicze (PGO Lubin) gdzie znajdowały się szklarnie w których hodowano m.in. ogórki i pomidory. Obecnie dawne budynki PGO są w ruinie, 
Największy rozwój infrastrukturalny Małomic nastąpił w latach 10. i 20. XXI wieku. Na osiedlu powstała wówczas ogromna ilość nowych domów jednorodzinnych, wielorodzinnych i bliźniaków, a także osiedla wielomieszkaniowe, między innymi Nowe Małomice położone we wschodniej części Małomic czy Osiedle Wiosenne przy wyjeździe z miasta w kierunku Rudnej. W latach 2021–2023 wyremontowano większość głównych osiedlowych dróg, powstały chodniki ułatwiające pieszym przemieszczanie się po osiedlu, a także ścieżka rowerowa ułatwiająca komunikację z resztą miasta. W 2023 roku na dawnym terenie PGO została rozpoczęta budowa nowego osiedla mieszkaniowego Infinity.  

## Infrastruktura
Przy ul. Małomickiej 82a w 2022 roku został otwarty supermarket Dino, natomiast w listopadzie 2024 roku tuż przy nim powstał kolejny tego typu obiekt - supermarket Biedronka. Przy ul. Skolimowskiej znajduje się nowoczesny plac zabaw oraz dwa boiska sportowe wybudowane w ramach programu "Moje Boisko - Orlik 2012". Przy ul. Małomickiej 6b mieści się lokal gastronomiczny Kebab Małomice oferujący m.in. kebab. Komunikację z resztą Lubina zapewniają darmowe autobusy o numerach 0 i 2 komunikacji miejskiej w Lubinie. Przy głównej ulicy znajdują się różne lokale usługowe, takie jak zakład dentystyczny, salon fryzjerski czy wulkanizacja.

## Ulice
- ul. Małomicka
- ul. Kusocińskiego
- ul. Komara
- ul. Ślusarskiego
- ul. Konopackiej

- ul. Kuleja
- ul. Stamma
- ul. Pietrzykowskiego
- ul. Szewińskiej

- ul. Szurkowskiego
- ul. Szozdy

## Galeria

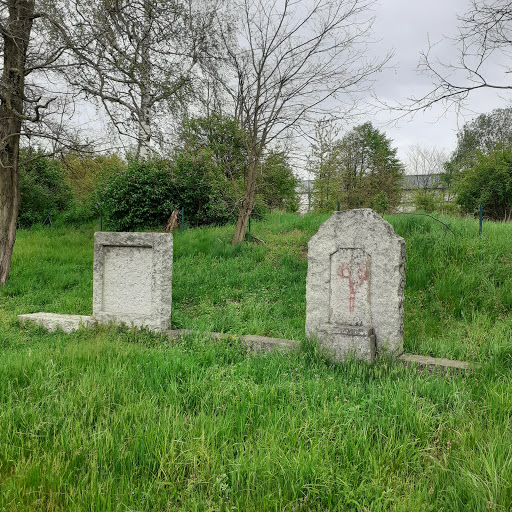
Nagrobki przy Orliku na Małomicach, jedyna pozostałość po cmentarzu ewangelickim z czasów niemieckich.
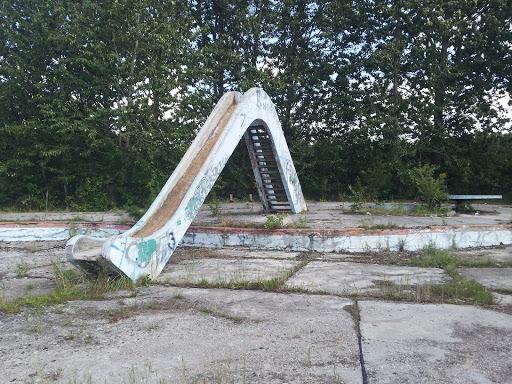
Ruiny basenów przy Zalewie Małomickim
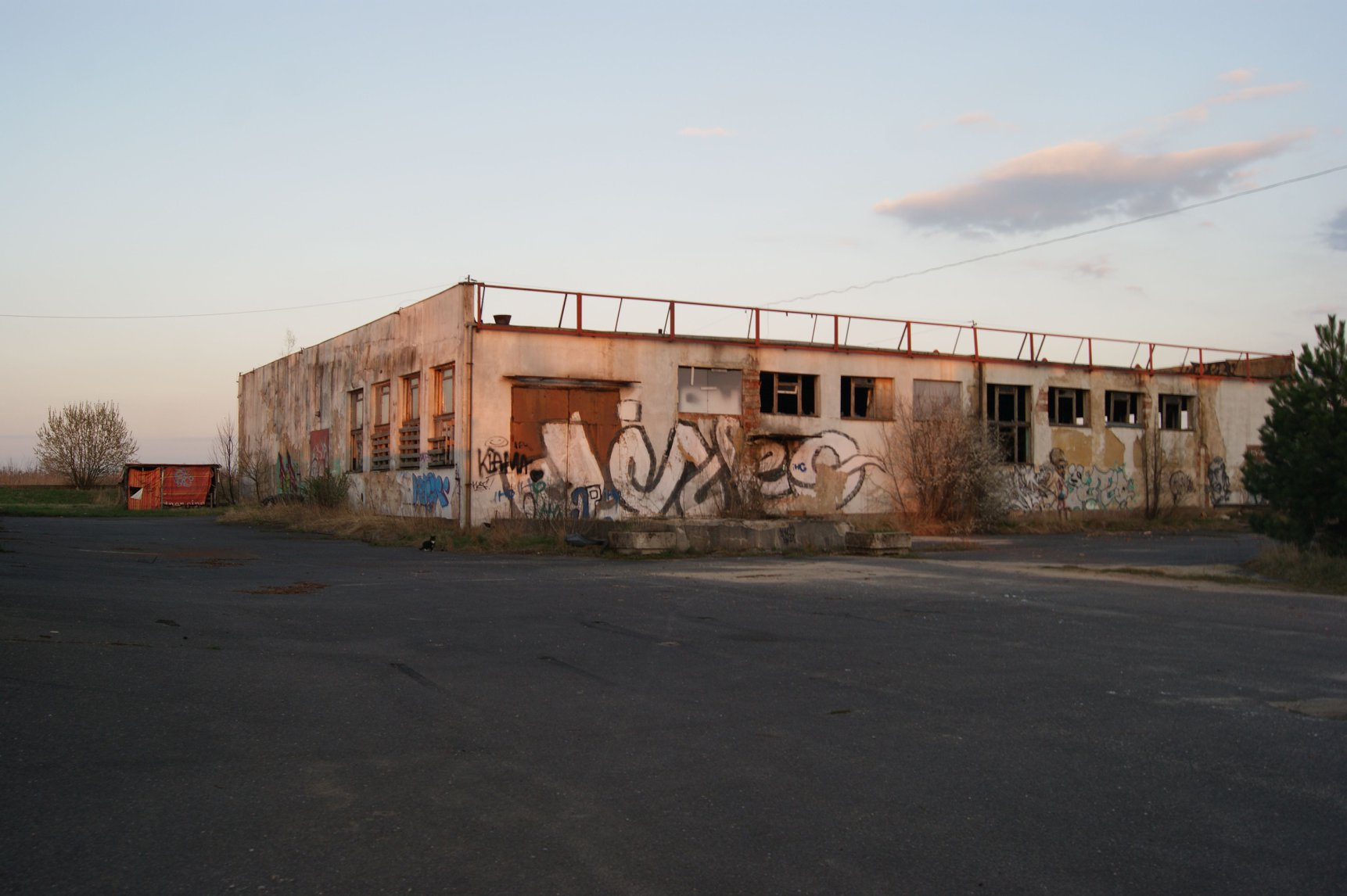
Ruiny jednego z budynków na terenie dawnego PGO na Małomicach.
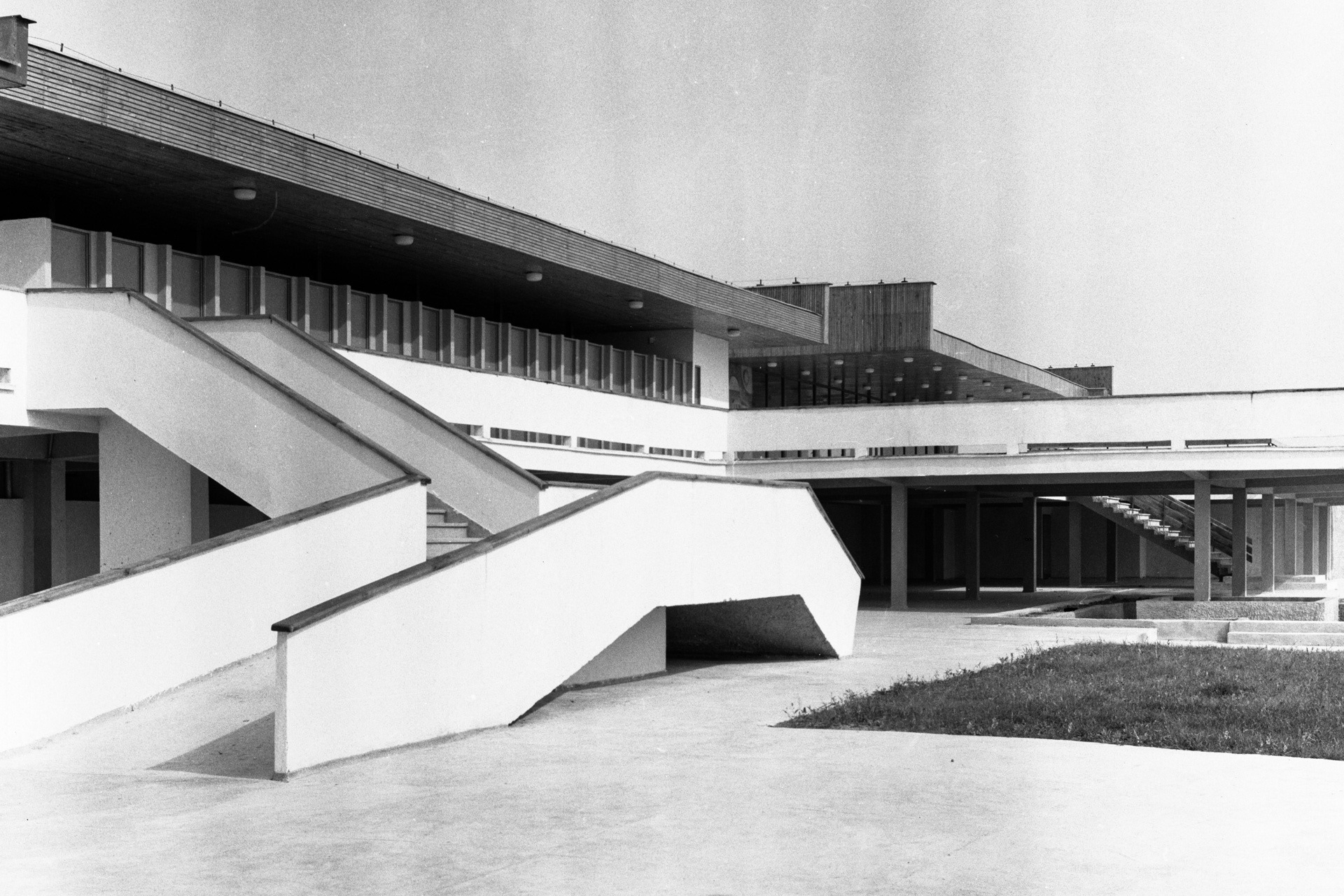
Restauracja Parkowa obok basenów przy Zalewie Małomickim, lata 70. XX wieku. Obecnie w ruinie.
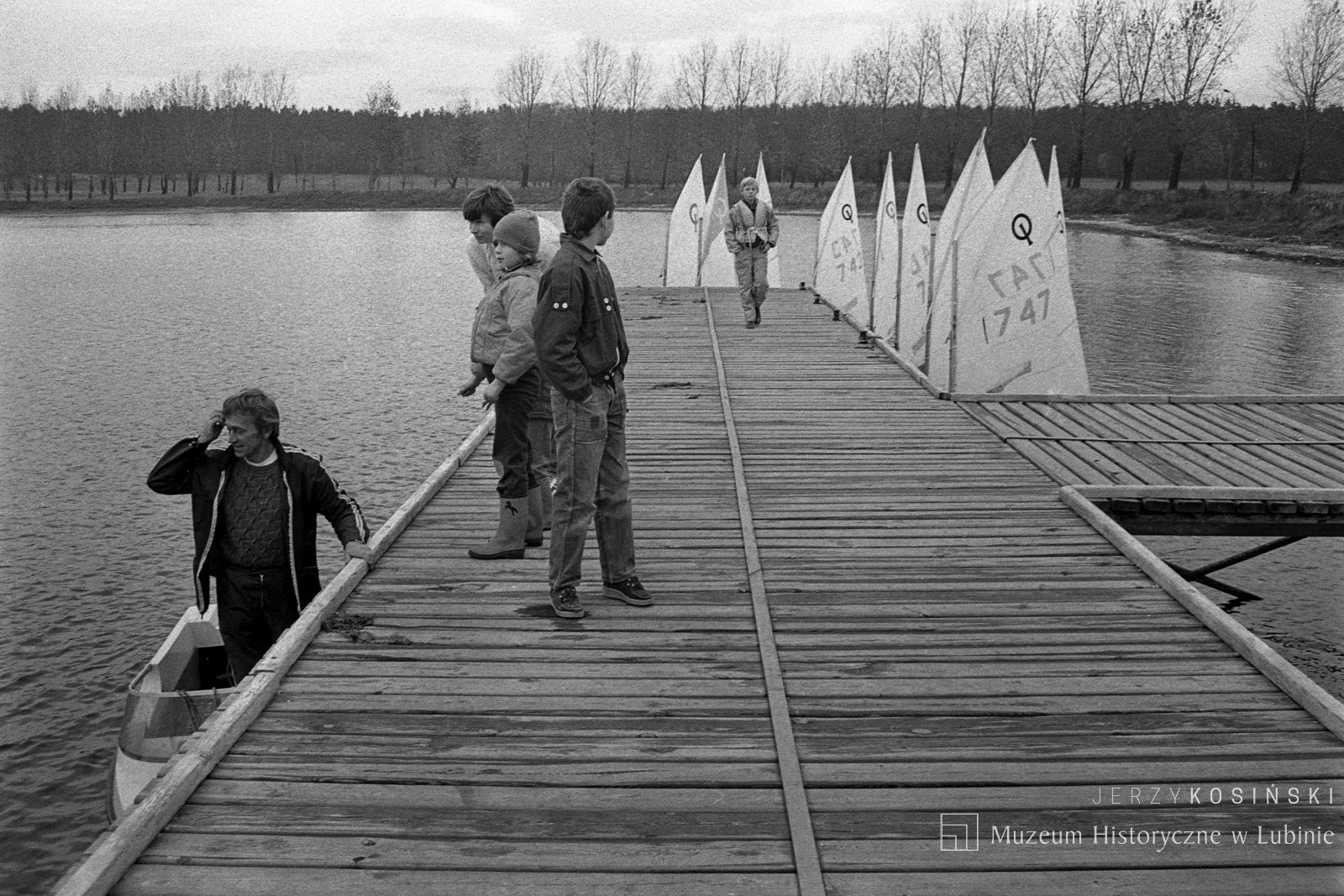
Drewniany pomost nad dawnym Zalewem Małomickim, lata 80. XX w.